# Varta japonica
Varta japonica är en insektsart som beskrevs av Chandrasekhara A. Viraktamath 2004. Varta japonica ingår i släktet Varta och familjen dvärgstritar. Inga underarter finns listade i Catalogue of Life.